# Троица-Вязники

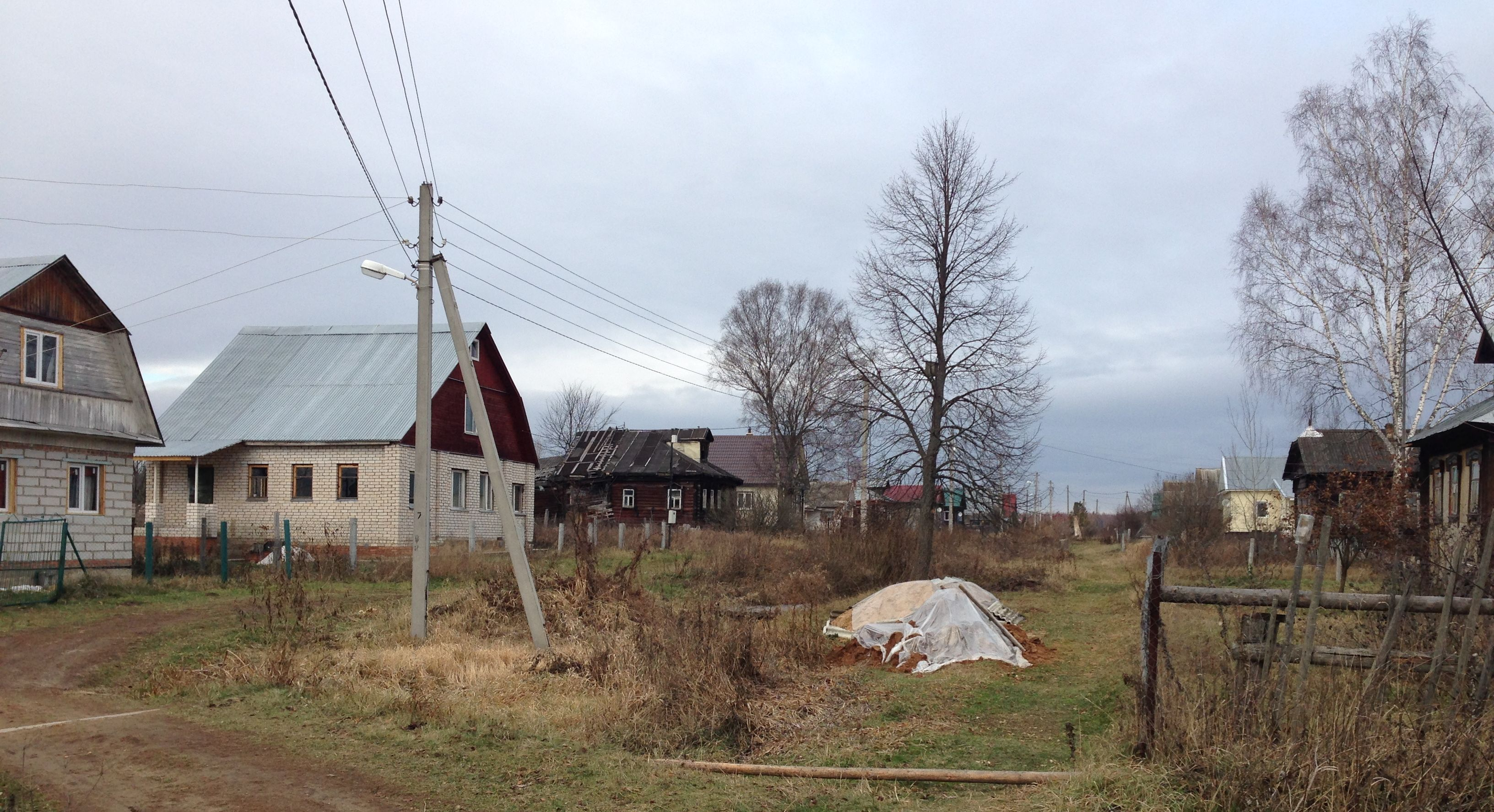
Вид на деревню со стороны реки

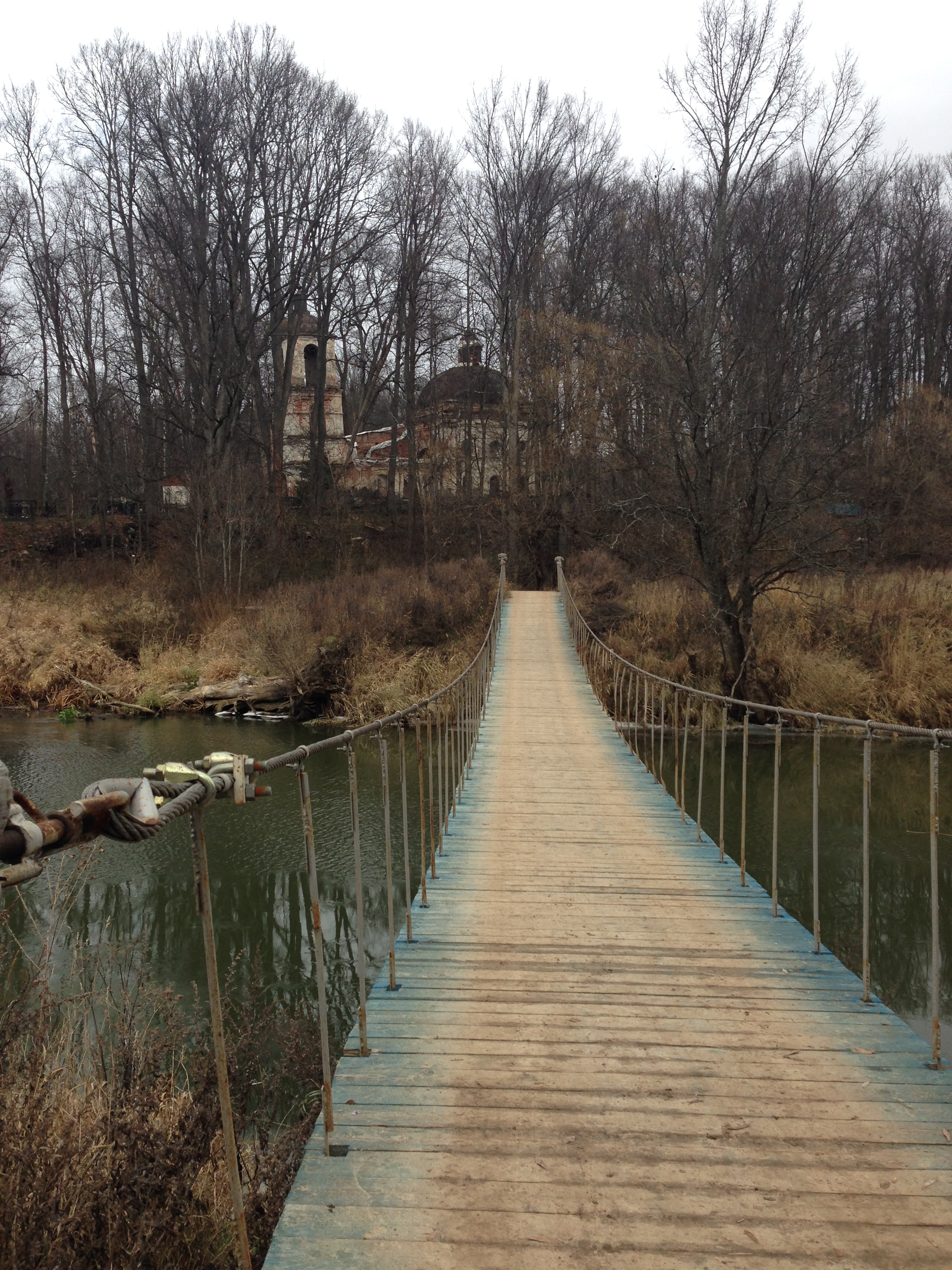
Подвесной мост

Троица-Вязники — деревня в Талдомском районе Московской области Российской Федерации, в составе сельского поселения Гуслевское. Население — 10 человек (2010). Расположена на правом берегу Дубны, с другой стороны реки находится деревня Тарусово, в которую ведёт подвесной пешеходный мост. В деревню Троица-Вязники не проложена ни одна автомобильная дорога, добраться можно только на автомобиле повышенной проходимости.

## История
Первую половину своего «имени» Троица-Вязники получило от приходской церкви. Название «в Вязниках» означало, что церковь стояла, окружённая вязами.
В Кашинских писцовых книгах за 1628 год написано «за Алексеем Захарьевым сыном Шатиловым старая вотчина село Троецкое на Дубне а в нем церковь во имя живоначальныя Троицы древяна клецки». Это упоминание косвенно свидетельствует о существовании поселения задолго до смутного времени 1598—1613 годов.
В 1677 году в селе проживало 16 мужчин (женщин в то время не учитывали). При этом в переписных книгах Троицкое названо сельцом без упоминания о церкви. В это время здесь же обосновался и помещик И. К. Шатилов.
В 1715 году в селе Троицком строится деревянная церковь, которая и простояла до 1810 года, когда был освящен существующий сейчас каменный храм.
В 1781 году (11 дворов, 94 человека) село принадлежало Ивану Матвеевичу Вельяминову-Зернову. В 1851 году (13 дворов, 98 человек) — Наталье Семеновне Беляевой и Александру Яковлевичу Беликову. На 1859 год (12 дворов, 102 человека) кроме землепашества, крестьяне занимались пилкой и рубкой дров.
В 1888 году статисты отмечали, что из 71 жителя 15 ушли на заработки в отход, 4 нищенствовали. Только 8 семей из 15 имели грамотных, из 27 мужчин только 11 умели читать и писать, а из 44 женщин только одна знала грамоту.
По данным за 1898 год до открытия Троице-Вязниковского начального училища грамотность в приходе храма была развита очень слабо: грамотных мужского пола было 31%, а женского – 8%.
В XIX веке у местной церкви были погребены именитые люди из рода Корсаковых, владевших в Тарусове имением: в 1855 году Семён Николаевич Корсаков, в 1863 году Александр Сергеевич Корсаков, в 1871 году Михаил Семенович Корсаков.
На начало XXI века поселение числилось как деревня.

## Население
| 1859 | 1888 | 1926 | 2002 | 2006 | 2010 |
| ---- | ---- | ---- | ---- | ---- | ---- |
| 102  | ↘71  | ↗124 | ↘5   | ↘4   | ↗10  |

## Храм Троицы Живоначальной
В деревне есть свой храм, приход которого состоял из многих окрестных деревень и сёл, входивших в три губернии: Тверскую, Московскую и Владимирскую.
Селения Тверской губернии Калязинского уезда Талдомской волости: село Троицкое и деревни Вотря, Растовцы, Пригары, Сорокино, Попадьино, Селятино, Бобылино и Глухариха. Селения Московской губернии Дмитровского уезда Гарской волости: сельцо Тарусово, сельцо Коришево, деревня Гусенки. К этому же приходу принадлежала деревня Палиха Нушпольской волости Александровского уезда Владимирской губернии. Село Троицкое от своего уездного города Калязина находилось в 80 верстах.
Первоначально церковь была деревянной. В 1715 году был выстроен деревянный храм, который простоял до 1810 года, когда был возведён каменный, сохранившийся в полуразрушенном состоянии до наших дней.
Церковь закрыли в начале 1941 года. С тех пор храм пустовал и постепенно разрушался. На данный момент Троицкий храм находится в аварийном состоянии. Самостоятельной общины при нём не зарегистрировано. В 2010 году церковь была приписана к Вознесенскому храму села Новоникольское.